# Distretto di Dean Valdivia
Il distretto di Deán Valdivia è uno dei sei distretti della provincia di Islay, in Perù. Si trova nella regione di Arequipa e si estende su una superficie di 134,08 chilometri quadrati.

Istituito il 23 ottobre 1952, ha per capitale la città di La Curva; al censimento 2005 contava 6.420 abitanti.